# Rádio Jornal da Madeira
A Rádio Jornal da Madeira é uma estação de rádio portuguesa com sede no Funchal, na Madeira. E opera na frequência 88.8 MHz FM.
É propriedade da mesma empresa que o Jornal da Madeira, a Empresa Jornal da Madeira, Lda.